# Raymond E. S. Williamson
Pour les articles homonymes, voir Williamson.
Raymond Eccleston Serveira Williamson (1er septembre 1894 - 27 septembre 1957) est un officier très décoré de l'armée de terre américaine (US Army) qui a servi pendant la Première et la Seconde Guerre mondiale. Diplômé de l'Académie militaire des États-Unis, il est surtout connu pour avoir servi pendant la Seconde Guerre mondiale en tant que commandant général du Service Command, théâtre d'opérations du Pacifique Sud, et en tant que commandant adjoint de division (ADC) de la 91e division d'infanterie (91st Infantry Division) pendant la campagne d'Italie.
Williamson est resté dans l'armée après la fin de la Seconde Guerre mondiale et a occupé plusieurs postes importants, dont celui d'attaché militaire au Canada, puis au Royaume-Uni, et de commandant général de la 3e division blindée (3rd Armored Division),,,.

## Biographie

### Premières années
Raymond Eccleston Serveira Williamson est né le 1er septembre 1894 à Brooklyn de la ville de New York, de Sidney et Alice Williamson. Après le lycée, il étudie pendant un an à l'Amherst College à Amherst, dans le Massachusetts, avant d'être nommé à l'Académie militaire des États-Unis à West Point, dans l'État de New York, en mai 1913. Pendant son séjour à l'académie, il est actif dans l'équipe de boxe et atteint le rang de capitaine des cadets,,.
Il fait partie de la promotion qui a produit plus de 55 futurs officiers généraux, dont deux chefs d'état-major de l'armée de terre - Joseph L. Collins et Matthew B. Ridgway. Parmi ses autres camarades de classe figurent : Clare H. Armstrong, Aaron Bradshaw Jr., Mark W. Clark, John T. Cole, Norman D. Cota, John M. Devine, William W. Eagles, Theodore L. Futch, Charles H. Gerhardt, Augustus M. Gurney, Ernest N. Harmon, William Kelly Harrison Jr., Robert W. Hasbrouck, Frederick A. Irving, Laurence B. Keiser, Charles S. Kilburn, Bryant E. Moore, Daniel Noce, Onslow S. Rolfe, Herbert N. Schwarzkopf, Albert C. Smith, George D. Wahl et George H. Weems.
Peu après l'entrée des États-Unis dans la Première Guerre mondiale, Williamson obtient en août une licence de Bachelor of Science (licence en sciences). Il est nommé sous-lieutenant (second lieutenant) dans la branche cavalerie de l'US Army. Il a suivi sa formation de base à Fort Riley (Kansas) et Fort Logan (Kansas) avec la 21e cavalerie (21st Cavalry), puis a embarqué pour la France à la mi-1918, attaché à la 157e brigade d'artillerie de campagne (157th Field Artillery Brigade), qui fait partie de la 82e division "All American" (82nd "All American" Division). Il participe à l'offensive Meuse-Argonne et est décoré de la Légion d'honneur par le gouvernement français et reçoit également la Croix de guerre belge,,.

### Entre-deux-guerres
Après l'Armistice avec l'Allemagne le 11 novembre 1918, qui mit fin à la guerre, Williamson fut attaché à la 1re Division =d'infanterie (1st Infantry Division) sous le commandement du Major Général James B. Erwin et participa à l'occupation de la Rhénanie par les Alliés. Il rentre aux États-Unis à la mi-1919 et sert comme commandant de troupe à Fort Myer, en Virginie, avec des fonctions supplémentaires en tant qu'aide junior à la Maison-Blanche pendant le mandat du président Warren G. Harding,.
En août 1922, il est envoyé à l'université Harvard pour une année d'études, avant d'être affecté à West Point, dans l'État de New York, au nouveau département d'économie et de gouvernement, où il sera par la suite instructeur. Au cours de cette affectation, Williamson rencontre sa future épouse Anne Bryan, fille du rear admiral (contre-amiral) Benjamin C. Bryan,.
Il fut renvoyé à l'Académie militaire des États-Unis à West Point à l'été 1924 et servit comme premier lieutenant (first lieutenant) et instructeur au département d'économie et de gouvernement, et d'histoire politique jusqu'à la fin de 1926. Williamson retourne à West Point en juillet 1932 et sert comme capitaine et instructeur adjoint au département de tactique et d'officier du personnel de l'académie sous le mandat du lieutenant-colonel Robert C. Richardson. Lors de la nomination du nouveau commandant, Simon B. Buckner Jr. en juin 1933, Williamson est nommé son assistant.
Williamson entre à l'École de commandement et d'état-major général (Command and General Staff School) en juin 1935 et, après avoir obtenu son diplôme un an plus tard, il sert comme commandant de troupe et d'escadron au sein du 7e régiment de cavalerie (7th Cavalry) jusqu'en juillet 1939, date à laquelle il est affecté à l'École de guerre de l'Armée. Il obtient son diplôme en juin 1940 et rejoint le bureau du chef d'état-major adjoint pour la logistique (G-4), à l'état-major général du département de la Guerre. Il est promu lieutenant-colonel le 30 août 1940,,,.

### Seconde Guerre mondiale
À la suite de l'entrée des États-Unis dans la Seconde Guerre mondiale, en décembre 1941, Williamson fut, le 1er février 1942, promu au grade temporaire de colonel et fut nommé chef de la section des transports ferroviaires dans le bureau du chef d'état-major adjoint pour la logistique (G-4). Cependant, la guerre exige des officiers qualifiés et Williamson est envoyé à Nouméa, en Nouvelle-Calédonie, où il rejoint le quartier général de la 23e division d'infanterie (23rd Infantry Division) nouvellement activée, sous les ordres du Major général (général de division) Alexander Patch, et assume les fonctions d'officier du personnel de la division (G-1),,.
Il est promu au grade temporaire de brigadier général (général de brigade) le 5 août 1942 et prend ses fonctions de commandant général du Service Command, théâtre d'opérations du Pacifique Sud. À ce titre, il est responsable de l'approvisionnement, de la récupération, de l'évacuation, de la construction, de la gestion du personnel, du logement et des besoins sanitaires de toutes les unités pendant les campagnes de Guadalcanal et de Nouvelle-Géorgie. Williamson s'est distingué et a reçu la Legion of Merit (Légion du mérite),,,.
Williamson reste dans le Pacifique Sud jusqu'à la fin du mois de novembre 1943 et retourne aux États-Unis. Après une brève permission, il reçoit l'ordre de rejoindre le quartier général de la 91e division d'infanterie (91st Infantry Division), commandée par le major général William G. Livesay, à Camp White, dans l'Oregon, en tant que commandant adjoint de division (ADC) de la 91e, succédant au brigadier général William E. Crist. Après plusieurs mois d'entraînement, la 91e division part pour le théâtre d'opérations méditerranéen (MTO) en avril 1944,,.
La 91e division est programmée pour le front italien dans le cadre de la 5e armée (U.S. Fifth Army) sous le commandement du lieutenant-général Mark W. Clark (un camarade de classe de Williamson à West Point en 1917). Le brigadier général Williamson commande une Task Force de sa division pendant la libération des villes de Livourne et de Pise et reçoit la Bronze Star (Étoile de bronze) pour son leadership. Il conserva cette affectation pendant les combats sur la ligne Gothique et reçut deux autres Bronze Star.
Au cours de l'offensive de printemps d'avril 1945 (opération Grapeshot), la dernière offensive de la campagne d'Italie, Williamson se distingua dans les environs de Vedelago, lorsqu'un point fort ennemi bloqua les éléments d'infanterie avancés de sa division, Williamson avança sous le feu des mitrailleusevs et des armes légères pour déterminer la meilleure méthode pour faire face à la situation. Il demanda des chars d'assaut et dirigea personnellement les tirs de mortier et mit rapidement en déroute la force ennemie. Pour cet acte héroïque, il fut décoré de la Silver Star (Étoile d'argent) pour bravoure au combat,.
Après la capitulation des forces allemandes en Italie au début du mois de mai 1945, la 91e division d'infanterie resta stationnée dans ce pays jusqu'à la fin du mois de septembre, date à laquelle les éléments commencèrent à retourner aux États-Unis. L'effort de Williamson pendant la campagne d'Italie a été reconnu par les Alliés et il a été décoré de l'Ordre de l'Empire britannique et de l'Ordre italien des Saints Maurice et Lazare,,.

### Carrière après la guerre
Williamson est retourné aux États-Unis et a été affecté à Chicago, dans l'Illinois, où il a rejoint le quartier général de la 2e armée (Second United States Army) des États-Unis sous la direction du lieutenant-général Lloyd Fredendall en tant que chef d'état-major adjoint pour les opérations (G-3). Il occupe cette fonction jusqu'en février 1946, date à laquelle il est ramené au grade de [[colonel 
```
(États-Unis)|colonel]] en temps de paix et nommé attaché militaire au 
Canada
, avec un siège à l'ambassade d'
Ottawa
. Williamson occupe cette fonction jusqu'à la fin du mois de mai 1949, date à laquelle il retourne aux États-Unis pour un bref service en tant que chef d'état-major adjoint pour les opérations (G-3) au Armored Center à 
Fort Knox
 dans le 
Kentucky
[
1
]
,
[
3
]
,
[
4
]
.
```

Le 17 juillet 1949, il est à nouveau promu au grade de brigadier général (général de brigade) et affecté au quartier général de la 3e division blindée (3rd Armored Division) en tant qu'ADC sous les ordres du major général Roderick R. Allen. La 3e division blindée est chargée de l'entraînement des unités de remplacement pendant la guerre de Corée et, après le départ d'Allen en juin 1950, Williamson assure le commandement intérimaire de la division. Il conserve ce commandement jusqu'en février 1951, date à laquelle il reprend ses fonctions d'Aide de camp à l'arrivée du major général Ira P. Swift. Williamson est à nouveau nommé commandant en chef de la division en octobre 1951 et occupe cette fonction jusqu'en novembre 1952, date à laquelle il est remplacé par son camarade de classe de West Point, le brigadier général John T. Cole,,.
Pour son service au sein de la 3e division blindée, Williamson reçoit une lettre d'appréciation du secrétaire  à l'Armée, Frank Pace, qui stipule ce qui suit : 
"Pendant toute la durée de mon service en tant que secrétaire  à l'Armée, je n'ai jamais eu le privilège d'entendre un message plus significatif et plus efficace concernant le soldat américain que celui que vous avez délivré à vos hommes".
Williamson est ensuite envoyé à Londres, en Angleterre, où il occupe le poste d'attaché militaire en Grande-Bretagne. Il occupa cette fonction jusqu'à sa retraite de l'armée le 31 juillet 1954, après presque trente-sept ans de service actif,,,.

### Retraite
Après sa retraite de l'armée, Williamson s'est installé avec sa femme à Monterey, en Californie. En juin 1957, on lui diagnostique un cancer des poumons et du foie à un stade avancé. Le général de brigade Raymond E. S. Williamson est décédé le 27 septembre 1957 à son domicile, à l'âge de 63 ans, et a été enterré avec tous les honneurs militaires au cimetière national d'Arlington, en Virginie. Son épouse, Anne Bryan Williamson (1894-1969), est enterrée à ses côtés. Ils ont eu ensemble ses trois filles : Marianne, Alice et Louise.

## Décorations
Voici la barrette de rubans du général de brigade Williamson:
|                                         |             | Bronze oak leaf cluster · Bronze oak leaf cluster | Bronze star · Bronze star |
|                                         | Bronze star |                                                   | Bronze star               |
| Bronze star · Bronze star · Bronze star |             |                                                   |                           |
|                                         |             |                                                   |                           |

| 1er rang | Silver Star                                                        | Silver Star                                                        | Silver Star                                                        | Silver Star                                                        | Legion of Merit                            | Legion of Merit                            | Legion of Merit                            | Legion of Merit                            | Bronze Star Medal avec 2 feuilles de chêne                 | Bronze Star Medal avec 2 feuilles de chêne                 | Bronze Star Medal avec 2 feuilles de chêne                 | Bronze Star Medal avec 2 feuilles de chêne                 | World War I Victory Medal avec 2 barrettes               | World War I Victory Medal avec 2 barrettes               | World War I Victory Medal avec 2 barrettes               | World War I Victory Medal avec 2 barrettes               |
| 2e rang  | Army of Occupation of Germany Medal                                | Army of Occupation of Germany Medal                                | Army of Occupation of Germany Medal                                | Army of Occupation of Germany Medal                                | American Defense Service Medal avec étoile | American Defense Service Medal avec étoile | American Defense Service Medal avec étoile | American Defense Service Medal avec étoile | American Campaign Medal                                    | American Campaign Medal                                    | American Campaign Medal                                    | American Campaign Medal                                    | Asiatic-Pacific Campaign Medal avec une service star     | Asiatic-Pacific Campaign Medal avec une service star     | Asiatic-Pacific Campaign Medal avec une service star     | Asiatic-Pacific Campaign Medal avec une service star     |
| 3e rang  | European-African-Middle Eastern Campaign Medal avec 3 service star | European-African-Middle Eastern Campaign Medal avec 3 service star | European-African-Middle Eastern Campaign Medal avec 3 service star | European-African-Middle Eastern Campaign Medal avec 3 service star | World War II Victory Medal                 | World War II Victory Medal                 | World War II Victory Medal                 | World War II Victory Medal                 | Army of Occupation Medal                                   | Army of Occupation Medal                                   | Army of Occupation Medal                                   | Army of Occupation Medal                                   | National Defense Service Medal                           | National Defense Service Medal                           | National Defense Service Medal                           | National Defense Service Medal                           |
| 4e rang  | Commandeur de l'Ordre de l'Empire britannique                      | Commandeur de l'Ordre de l'Empire britannique                      | Commandeur de l'Ordre de l'Empire britannique                      | Commandeur de l'Ordre de l'Empire britannique                      | Chevalier de la Légion d'honneur (France)  | Chevalier de la Légion d'honneur (France)  | Chevalier de la Légion d'honneur (France)  | Chevalier de la Légion d'honneur (France)  | Chevalier de l'Ordre des Saints-Maurice-et-Lazare (Italie) | Chevalier de l'Ordre des Saints-Maurice-et-Lazare (Italie) | Chevalier de l'Ordre des Saints-Maurice-et-Lazare (Italie) | Chevalier de l'Ordre des Saints-Maurice-et-Lazare (Italie) | Belgian Croix de guerre 1914-1918 bavec palme (Belgique) | Belgian Croix de guerre 1914-1918 bavec palme (Belgique) | Belgian Croix de guerre 1914-1918 bavec palme (Belgique) | Belgian Croix de guerre 1914-1918 bavec palme (Belgique) |

## Source
- (en) Cet article est partiellement ou en totalité issu de l’article de Wikipédia en anglais intitulé « Raymond E. S. Williamson » (voir la liste des auteurs).